# Deltinella amaura
Deltinella amaura är en fjärilsart som beskrevs av George Francis Hampson. Deltinella amaura ingår i släktet Deltinella och familjen nattflyn. Inga underarter finns listade i Catalogue of Life.